# Luis Carniglia
Luis Antonio Carniglia (Buenos Aires, 1917. október 4. – Buenos Aires, 2001. június 22.) argentin labdarúgó, csatár, edző.

## Pályafutása

### Játékosként
Carniglia az argentin Tigre csapatánál kezdett el futballozni, majd 1957 és 1959 között a Boca Juniors labdarúgója volt. 1951-ben szerződött Európába, a francia Nice csapatához. Franciaországban futballozott még a Toulonnál, 1955-ben a Nice csapatától vonult vissza a labdarúgói karrierjétől, hogy a csapat vezetőedzője lehessen.

### Edzőként
Carniglia 1955 és 1957 között a Nice vezetőedzőjeként egy francia bajnoki címet nyert (1956-ban). 1957 és 1959 között a spanyol élvonalbeli Real Madrid csapatának vezetőedzője volt; egyszer nyert bajnoki címet (1958-ban) a csapattal, valamint kétszer egymás után lett Bajnokcsapatok Európa-kupája győztes (1957–58, 1958–59). 1959-ben Olaszországban vállalt munkát, a Fiorentina vezetőedzőjeként, majd a Bari edzője volt. 1961-ben Vásárvárosok kupája győztes lett az AS Roma csapatával. Edzőként megfordult még további olasz (Bologna, Juventus), spanyol (Deportivo de La Coruña) és argentin (San Lorenzo) csapatoknál. 1978 és 1979 között a Bordeaux vezetőedzőjeként dolgozott.

## Sikerei, díjai

### Edzőként
- OGC Nice
  - Francia bajnok: 1955–1956
- Real Madrid
  - Spanyol bajnok: 1957–1958
  - Bajnokcsapatok Európa-kupája: 1957–1958, 1958–1959
- AS Roma
  - Vásárvárosok kupája: 1960–1961